# Ampezzo
Ampezzo, németül: Petsch, friuli nyelven Dimpeç, település Olaszországban, Friuli-Venezia Giulia régióban, Udine megyében. Lakosainak száma 909 fő (2023. január 1.). Ampezzo Forni di Sotto, Ovaro, Sauris és Socchieve községekkel határos.

## Népesség
A település népességének változása:
| Lakosok száma | 1081 | 983  | 909  |
|               | 2008 | 2018 | 2023 |